# Ammotheidae
Famille
Les Ammotheidae sont une famille de pycnogonides, de l'ordre des Pantopoda.

## Liste des genres
Selon PycnoBase (World Register of Marine Species (30 avril 2016)) :
- genre Achelia Hodge, 1864
- genre Acheliana Arnaud, 1971
- genre Ammothea Leach, 1814
- genre Ammothella Verrill, 1900
- genre Austroraptus Hodgson, 1907
- genre Cilunculus Loman, 1908
- genre Dromedopycnon Child, 1982
- genre Elassorhis Child, 1982
- genre Hedgpethius Child, 1974
- genre Hemichela Stock, 1954
- genre Megarhethus Child, 1982
- genre Neotrygaeus Munilla & Alonso-Zarazaga, 2014
- genre Nymphopsis Haswell, 1885
- genre Oorhynchus Hoek, 1881
- genre Paranymphon Caullery, 1896
- genre Pariboea Philippi, 1843
- genre Pasithoe Goodsir, 1842
- genre Proboehmia Stock, 1991
- genre Prototrygaeus Stock, 1975
- genre Scipiolus Loman, 1908
- genre Sericosura Fry & Hedgpeth, 1969
- genre Tanystylum Miers, 1879
- genre Trygaeus Dohrn, 1881

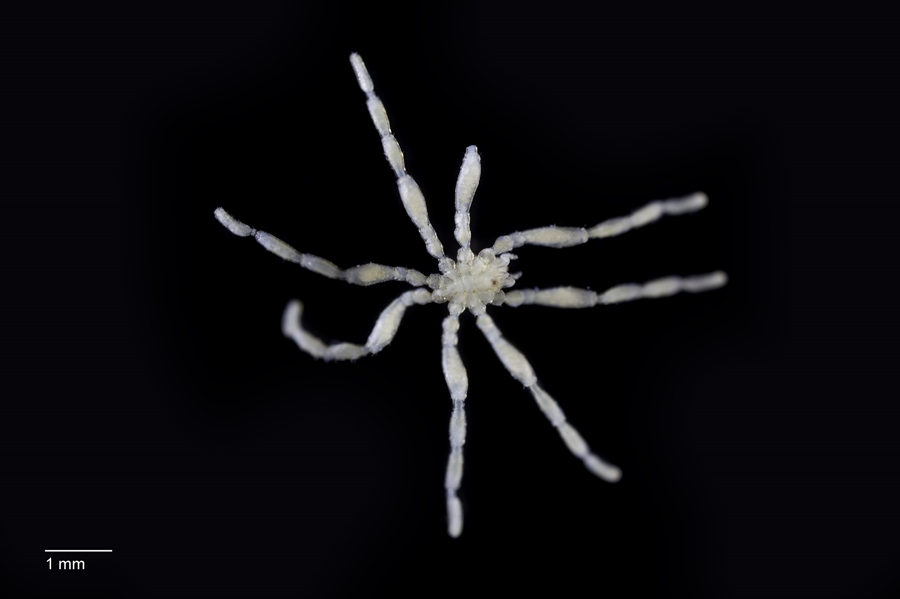
Achelia transfugoides
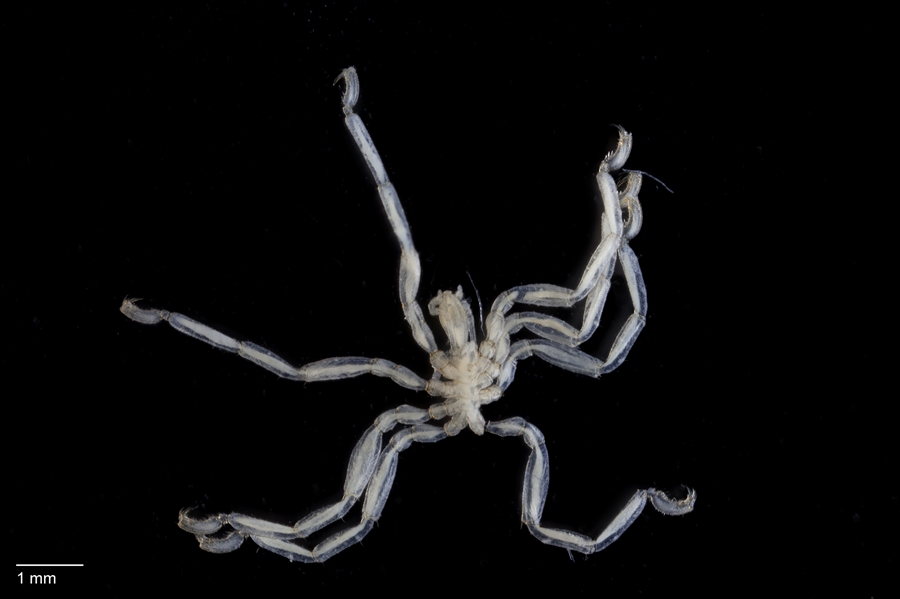
Ammothea ovatoides
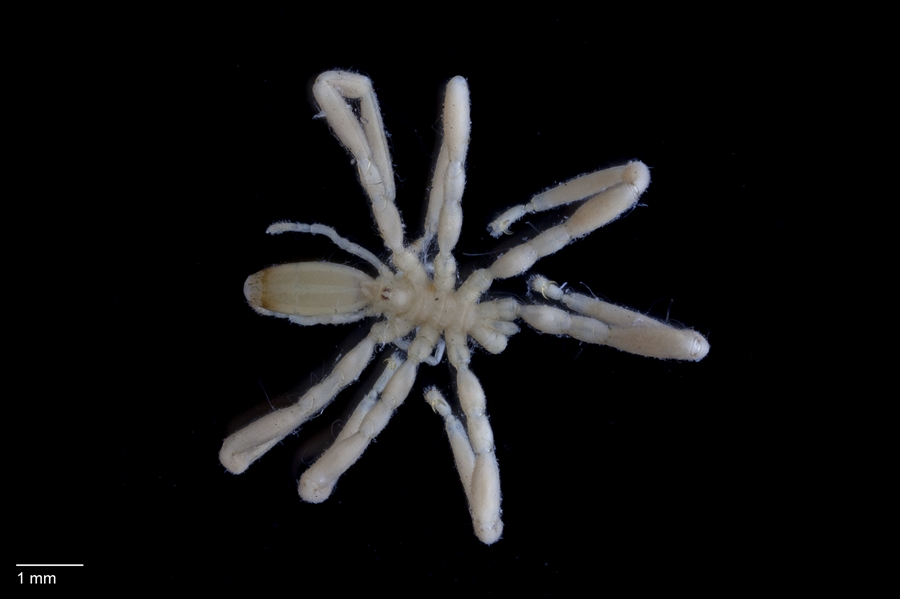
Ammothella biunguiculata
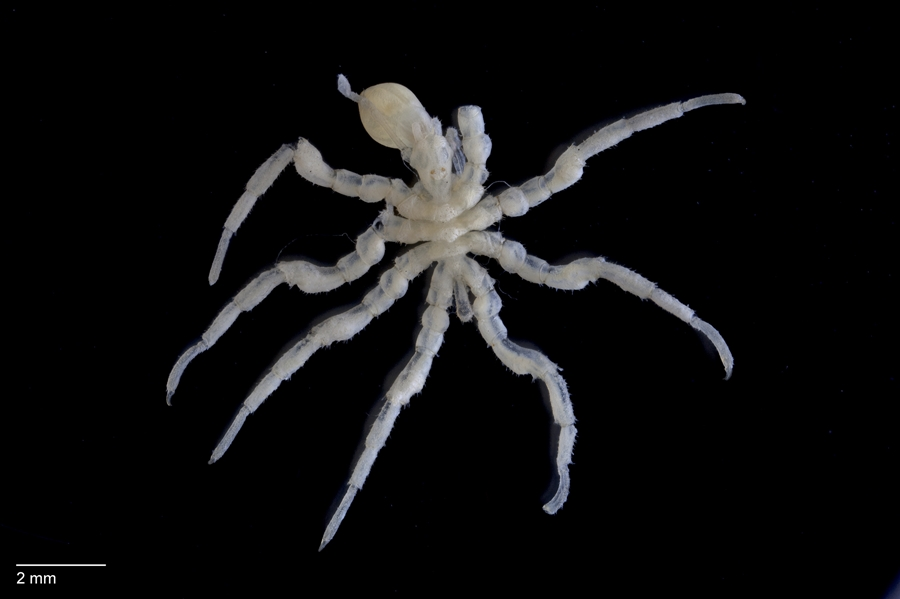
Ascorhynchus compactus
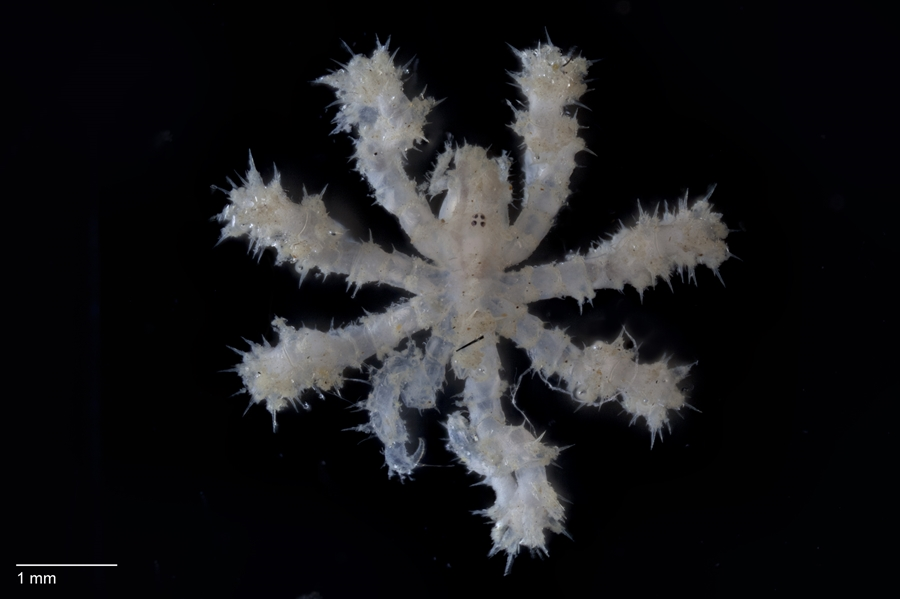
Nymphopsis bathursti
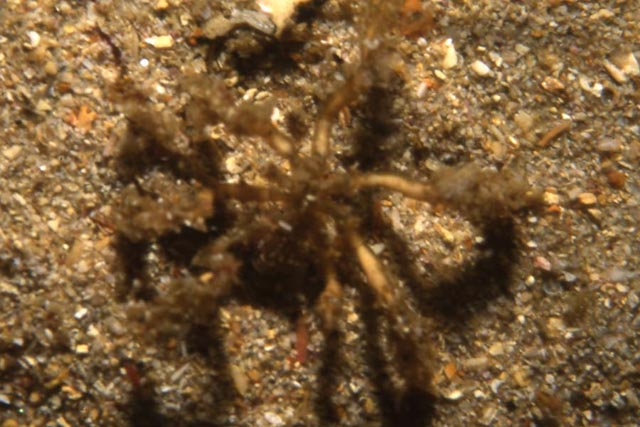
Tanystylum brevipes